# Ewa Mańkowska (lekarz)
Ewa Maria Mańkowska (ur. 7 grudnia 1951 w Sochaczewie) – polska polityk, lekarka, posłanka na Sejm III kadencji.

## Życiorys
Ukończyła w 1977 studia na Wydziale Lekarskim Akademii Medycznej w Warszawie. Posiada specjalizację drugiego stopnia z zakresu pediatrii. Pracuje w Szpitalu Powiatowym w Sochaczewie, prowadzi też prywatną praktykę lekarską.
Sprawowała mandat posła na Sejm III kadencji z ramienia Akcji Wyborczej Solidarność, należała do Ruchu Społecznego AWS. W kolejnych wyborach bezskutecznie ubiegała się o reelekcję. Zasiadała także w samorządzie, jako radna sejmiku mazowieckiego I kadencji. Była członkinią zarządu partii Rodzina-Ojczyzna. W 2006 bez powodzenia kandydowała do rady powiatu sochaczewskiego z listy Wspólnoty Samorządowej Województwa Mazowieckiego.
Działaczka Polskiej Federacji Stowarzyszeń Rodzin Katolickich, w 2007 została prezesem tej organizacji w diecezji łowickiej.